# Peix pedra
El peix pedra (Synanceia verrucosa) és una espècie de peix teleosti de l'ordre Scorpaeniformes.

## Morfologia

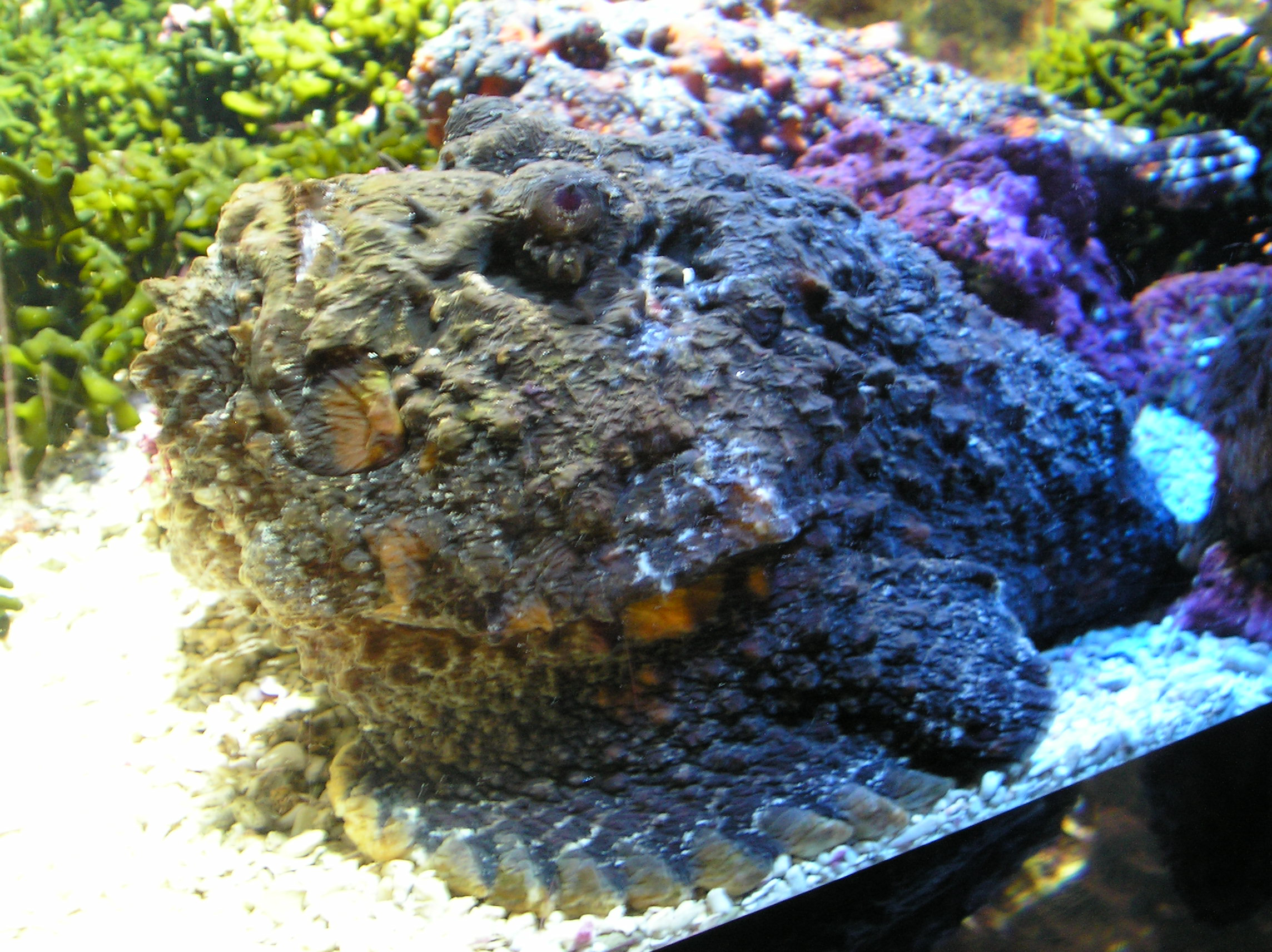
Peix pedra a l'aquàrium de Mònaco

La seua longitud màxima és d'uns 40 cm (més de la tercera part del cos és ocupada per la zona cefàlica) i assoleix un pes de 2.400 g. Té un cos berrugós i tacat que no es distingeix del medi que l'envolta, ja que deixa que les algues i les anemones creixin per damunt del seu cos per contribuir al seu camuflatge. La boca es troba a la part superior del cos, és de mida gran i surt cap endavant ben oberta i després torna a la seua posició inicial (això li permet capturar peixos d'una mida considerable). La seua coloració pot variar depenent del substrat en què es trobi, ja que la pell té taques que imiten esponges i algues que li ajuden a mimetitzar-se amb l'entorn. Les aletes ventrals, dorsal i anal tenen alguns radis durs transformats en espines, les quals poden injectar verí. Presenta 3 espines més a l'aleta anal i dues a les ventrals. Cada espina té una o dues glàndules verinoses (es tracta d'un verí que afecta les cèl·lules i el sistema nerviós i és semblant al de les cobres). Aquestes espines no són emprades per capturar peixos i alimentar-se, sinó exclusivament com a defensa davant d'altres depredadors.

## Reproducció

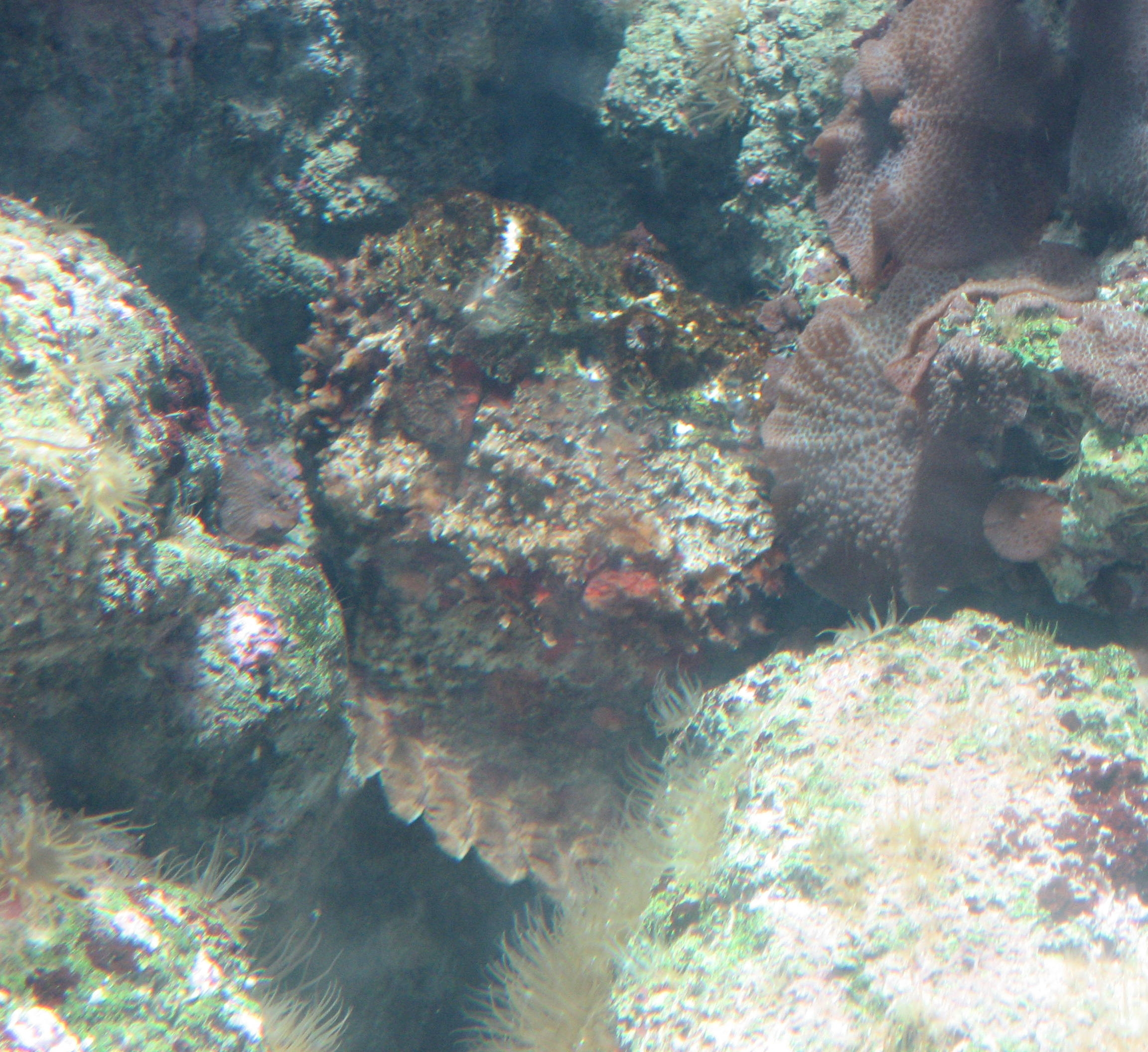
Peix pedra confós entre les roques de l'aquàrium Cinéaqua

És ovípar: la femella allibera els ous al fons marí creant una capa d'ous no fecundats i el mascle els fertilitza cobrint-los amb el seu esperma. Els ous són bastant grossos i els alevins neixen ben desenvolupats.

## Alimentació
Menja peixos petits, gambes, crustacis i, fins i tot, cefalòpodes, els quals aspira amb la seua boca protràctil amb un moviment gairebé imperceptible que dura dècimes de segons.

## Depredadors
És depredat per taurons i rajades. Els individus més petits també ho són per la serp marina Astrotia stokesii.

## Hàbitat
Viu fins als 30 m de fondària en fons sorrencs i llacunes poc fondes, sovint sota roques i sortints en els quals es camufla.

## Distribució geogràfica
Es troba als oceans Índic i Pacífic entre 30°N-28°S: des del Mar Roig i l'Àfrica oriental fins a la Polinèsia Francesa, les Illes Ryukyu i Queensland (Austràlia).

## Costums
És una espècie solitària que passa la major part del temps quiet, tot esperant una possible presa que atrapa per succió.

## Ús comercial
No es troba als mercats, excepte als de Hong Kong especialitzats en peixos vius, ja que hi té molta anomenada per la seua carn tendra i saborosa.

## Observacions
És el peix més verinós del món, ja que la seua picada acostuma a provocar els següents efectes: dolor per tot el cos, inflor, sudoració, nàusees, hipotensió, paràlisi, mort dels teixits vius i la mort de la persona en poques hores. Si això no s'esdevé, la curació pot ésser molt lenta i durar mesos. Les ferides s'han de tractar immediatament amb aigua calenta, ja que neutralitza la toxina,
la qual és composta per un 13% de proteïna i un 2% de nitrogen (només 18 mg de verí és suficient per causar la mort i aquesta quantitat pot ésser alliberada per sis espines tan sols).
Tot i això, existeix un antídot específic elaborat a Melbourne (Austràlia).

## Galeria d'imatges

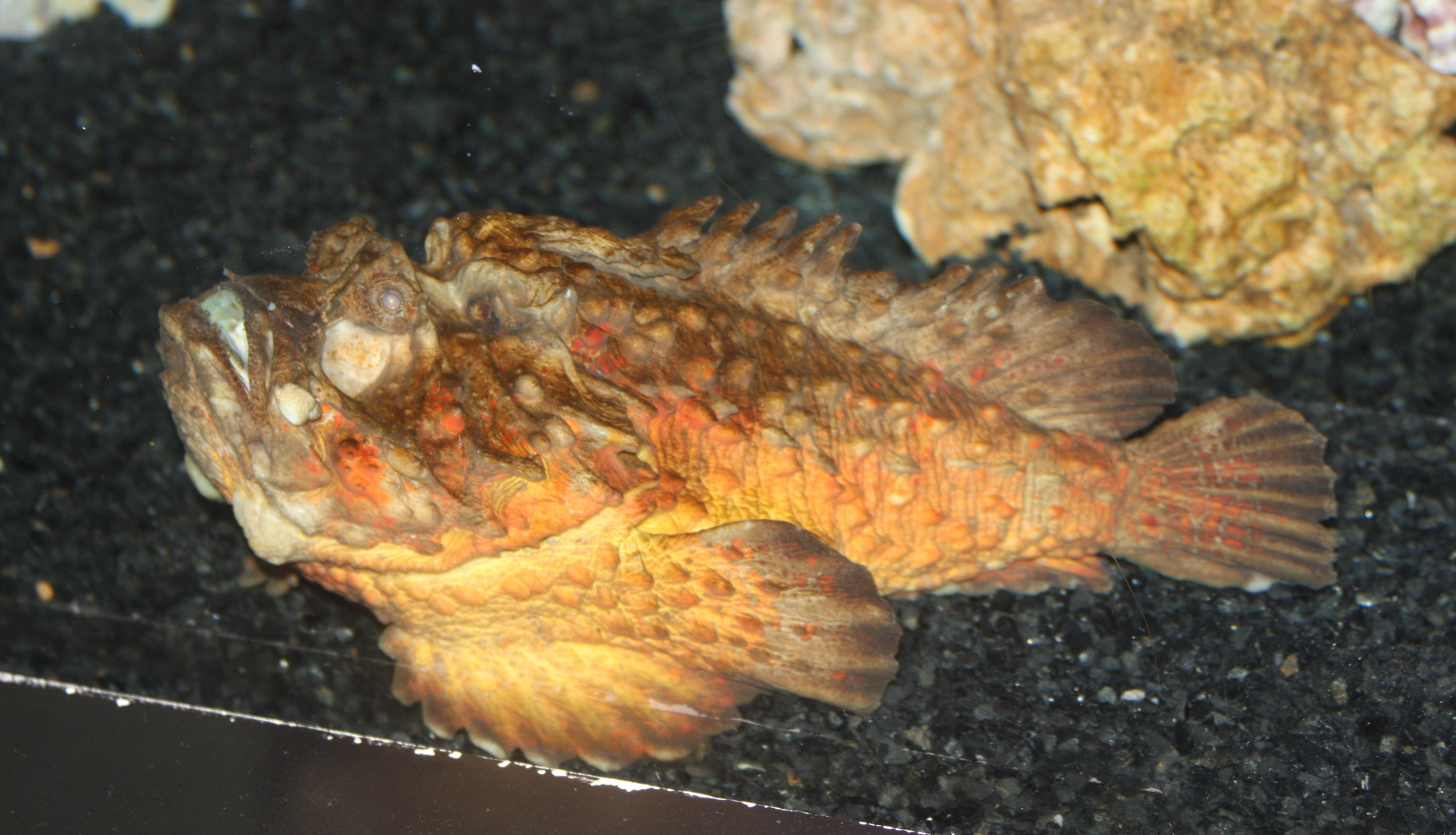
Peix pedra a un aquàrium de Bangkok
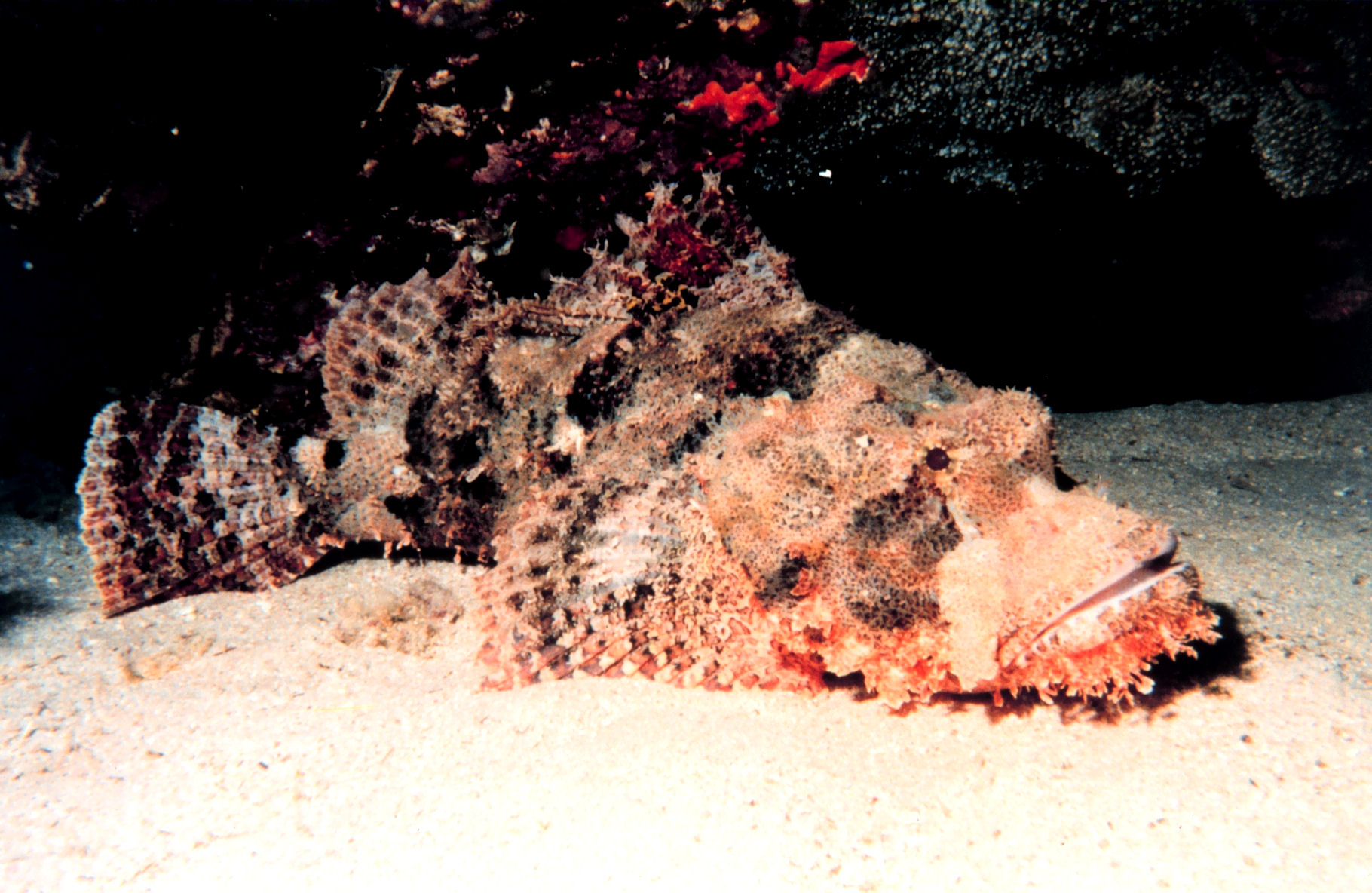
Exemplar fotografiat al golf d'Aqaba (el mar Roig).
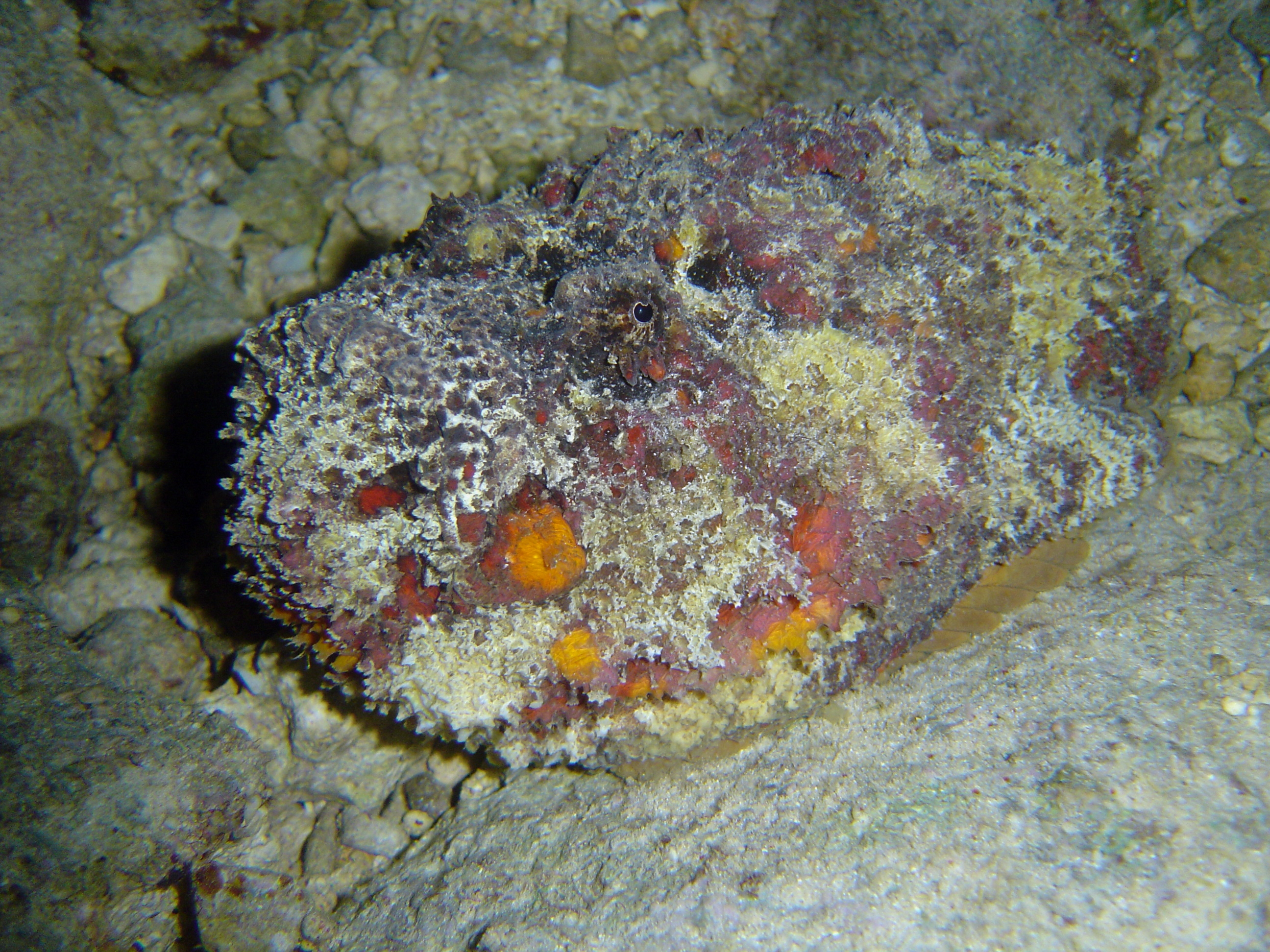
Exemplar fotografiat a Guam
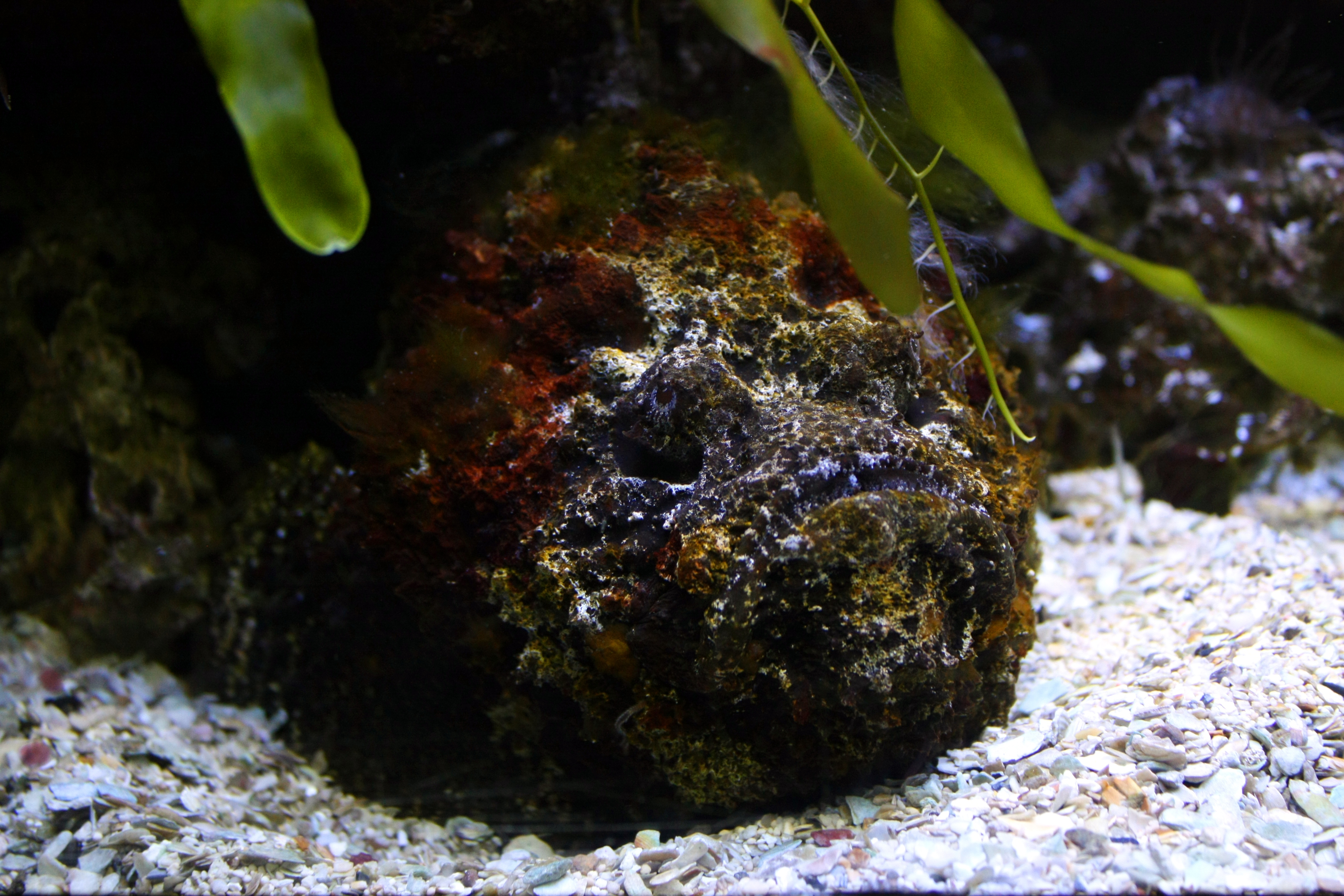
Peix pedra a l'aquàrium Dubuisson de Lieja
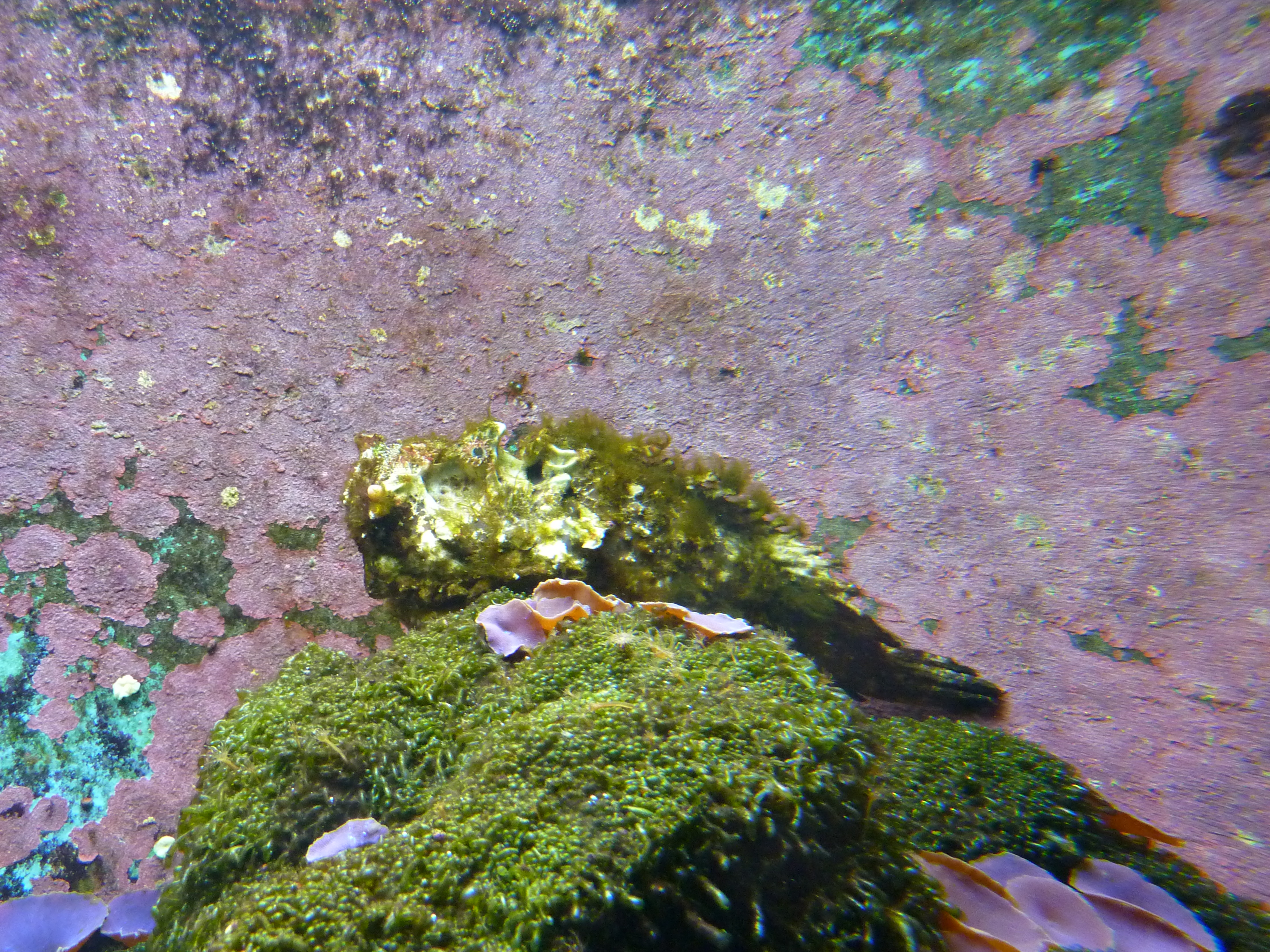
Peix pedra
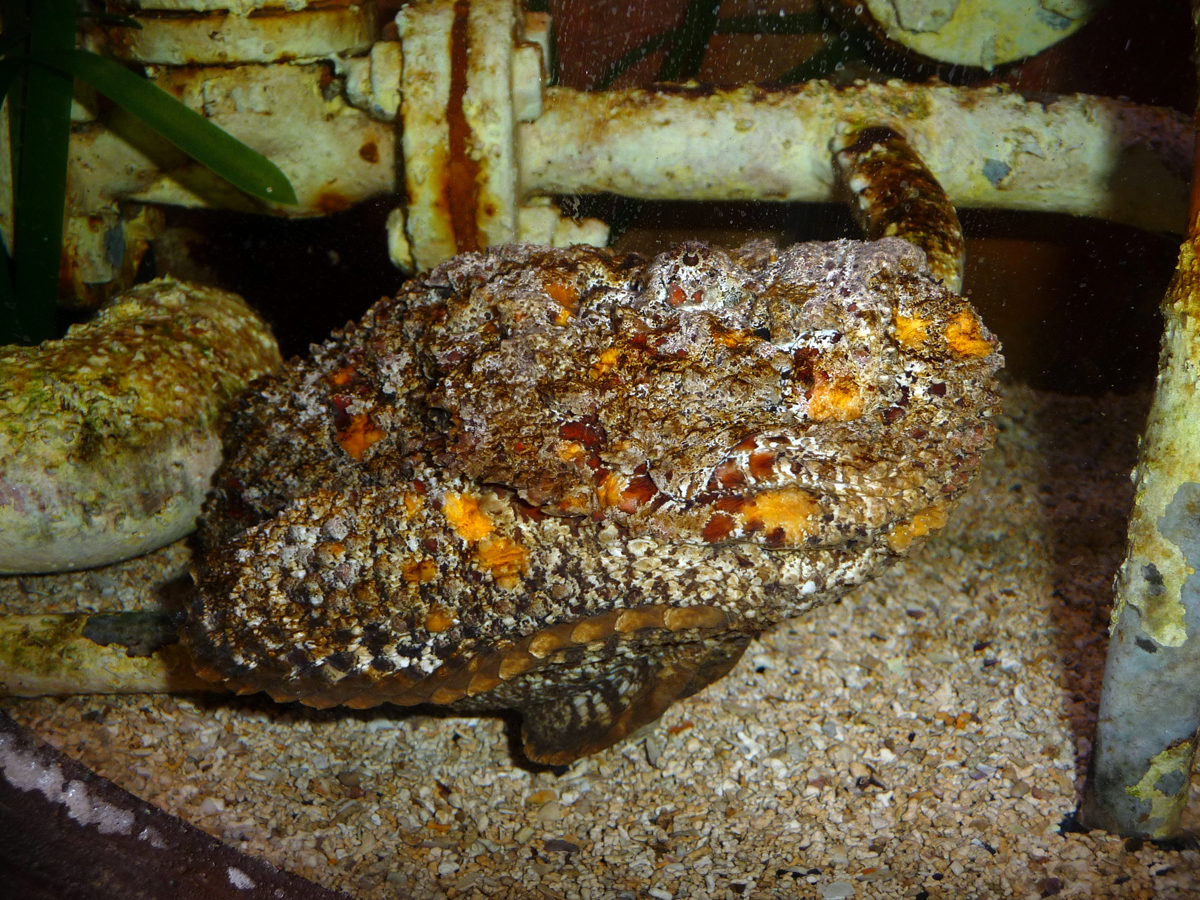
Peix pedra
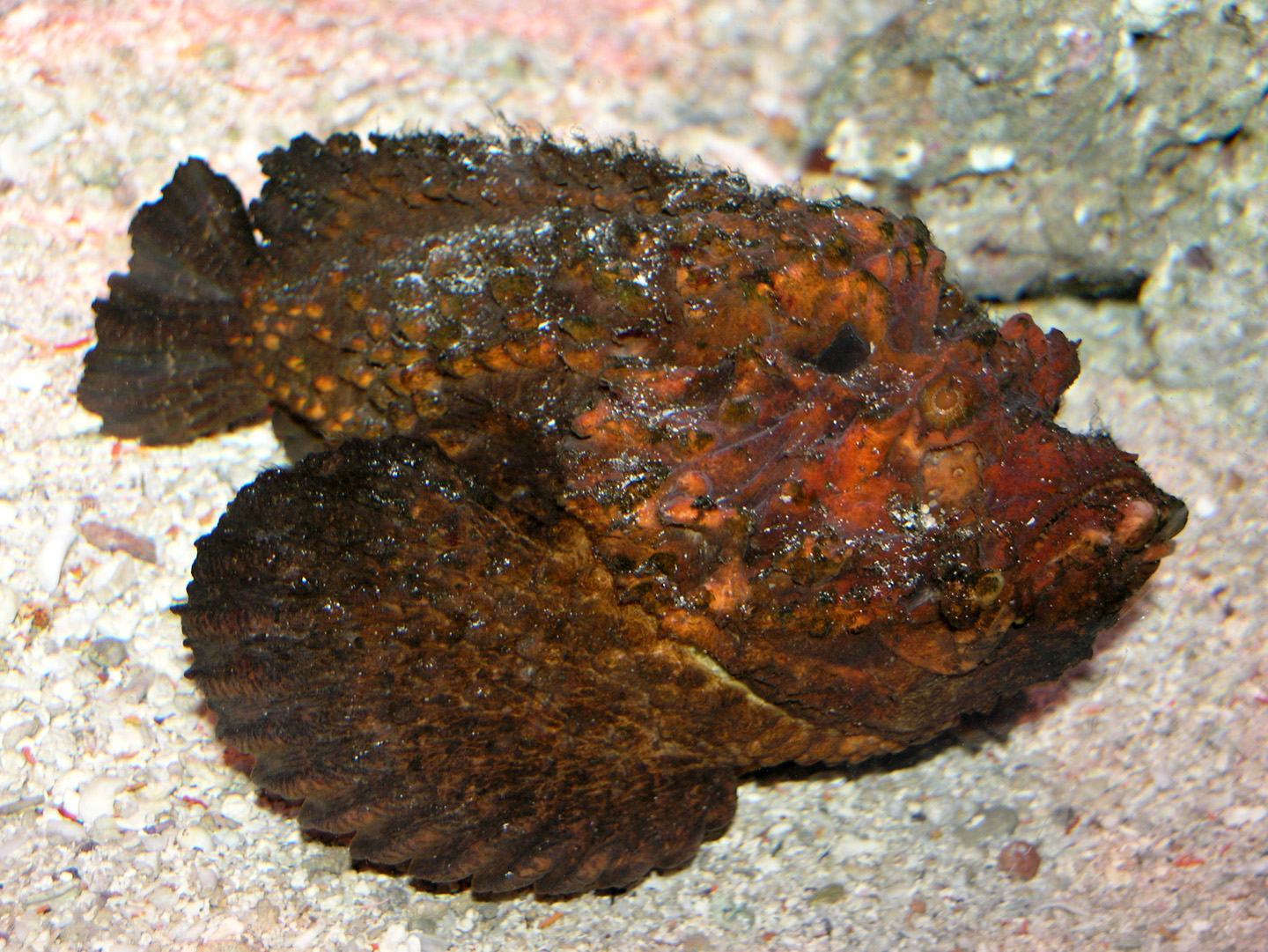
Peix pedra a l'aquàrium d'Austràlia Occidental (AQWA)
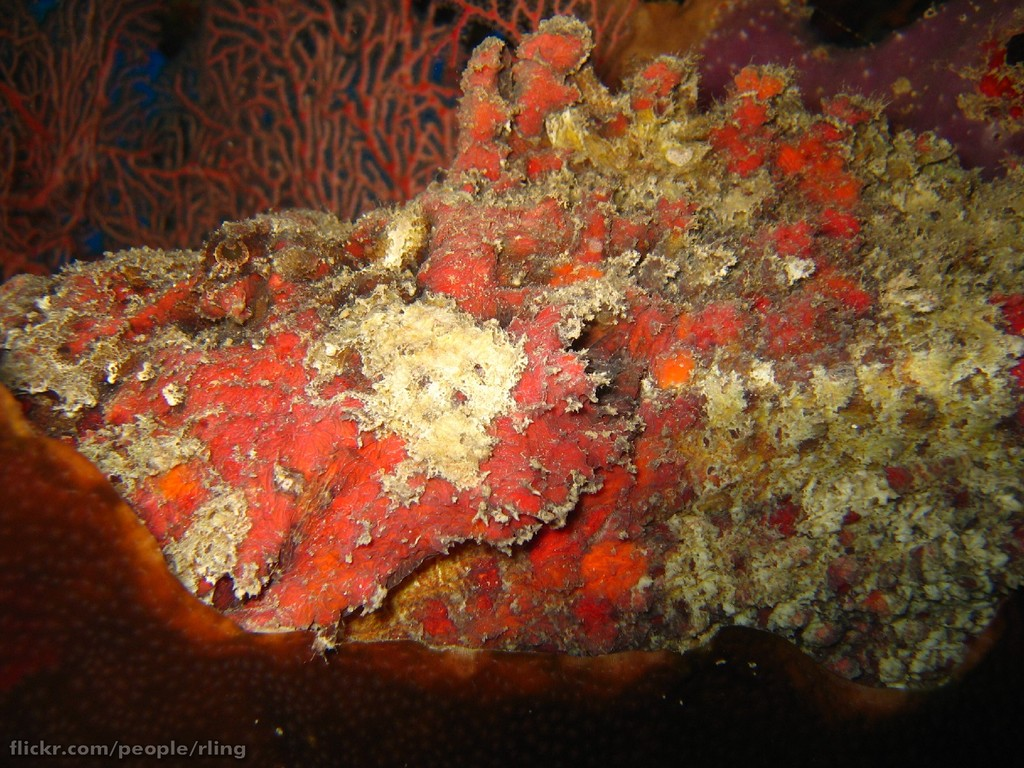
Exemplar fotografiat a la Gran Barrera de Corall
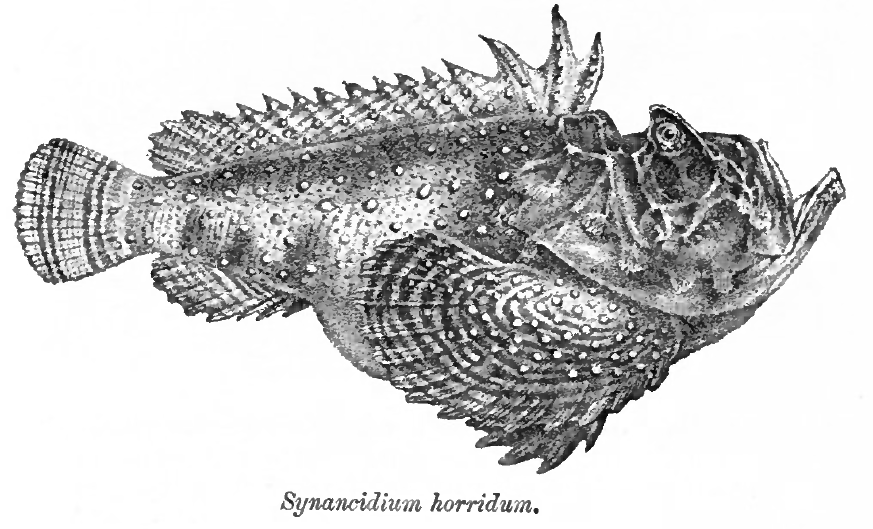
Dibuix del llibre de 1889 Fauna of British India